# Heliura flavopunctata
Heliura flavopunctata är en fjärilsart som beskrevs av Paul Dognin 1911. Heliura flavopunctata ingår i släktet Heliura och familjen björnspinnare. Inga underarter finns listade i Catalogue of Life.